# Colònia del Congo Mitjà
La colònia del Congo Mitjà fou una entitat colonial francesa que va existir entre el 29 de desembre de 1903 i el 30 de juny de 1934.

## Història
El Congo Mitjà fou creat dins del Protectorat de l'Àfrica Equatorial Francesa (AEF) el 11 de desembre de 1886 com un dels districtes o subterritoris del territori del Congo Mitjà-Gabon. Quan el protectorat de l'AEF fou reanomenat Congo Francès, la situació del territori del Congo Mitjà-Gabon no es va alterar i va seguir format pel Gabon i el Congo Mitjà com a (sub)territoris o districtes; el territori del Congo Mitjà-Gabon fou reanomenat Baix Congo-Gabon el 5 de juliol de 1902 i convertit en colònia, i el (sub)territori del Congo Mitjà va passar a ser breument un dels dos territoris que formaven aquesta colònia. Finalment el 29 de desembre de 1903 la colònia fou dissolta i els dos territoris que la formaven (Gabon i Congo Mitjà) convertits en colònies separades dins del Congo Francès i des del 15 de gener de 1910 dins de la federació colonial de l'Àfrica Equatorial Francesa (AEF). Del 1925 al 1929 va ser administrada directament pel governador de l'Àfrica Equatorial Francesa i altre cop després del 1932. Va mantenir el rang de colònia fins al 30 de juny de 1934 quan les colònies foren anomenades breument regions, per passar ràpidament a partir de l'1 de gener de 1938 a la condició de territori ultramarí.

## Governants

### Caps amdinistradors
- 1902 - 1906 Émile Gentil (Governador del Congo Francès del 1904 al 1908)
- 1906 - 1909 Adolphe Louis Cureau
- 1908 - 1908 Édouard Dubosc-Taret (suplent)

### Tinents governadors
- 1909 - 1910 Adolphe Louis Cureau
- 1910 - 1911 Édouard Dubosc-Taret
- 1911 - 1916 Lucien Louis Fourneau
- 1916 - 1917 Jules Gaston Henri Carde
- 1917 - 1919 Jules Guy Le Prince
- 1919 Edmond Émilien Cadier
- 1919 Jean Henri Marchand
- 1919 - 1922 Matteo Mathieu Maurice Alfassa
- 1922 - 1923 Georges Thomann
- 1923 - 1925 Jean Henri Marchand
- 1925 - 1929 Raphaël Valentin Marius Antonetti (governador de l'AEF del 1924 al 1934)
- 1929 - 1930 Marcel Alix Jean Marchessou
- 1930 - 1931 Pierre Simon Antonin Bonnefont
- 1931 - 1932 Max de Masson de Saint-Félix
- 1932 Émile Buhot-Launay
- 1932 - 1933 Matteo Mathieu Maurice Alfassa (governador de l'AEF)
- 1933 - 1934 Marcel Alix Jean Marchessou